# Dallastown
Dallastown est un borough situé au centre du comté de York, en Pennsylvanie, aux États-Unis,. En 2010, il comptait une population de 4 049 habitants, estimée au 1er juillet 2020 à 4 014 habitants. Le borough est fondé en 1844 et incorporé en 1867.

## Démographie
Lors du recensement de 2010, le borough comptait une population de 4 049 habitants. Elle est estimée, en 2020, à 4 014 habitants.